# DIGILUX 3

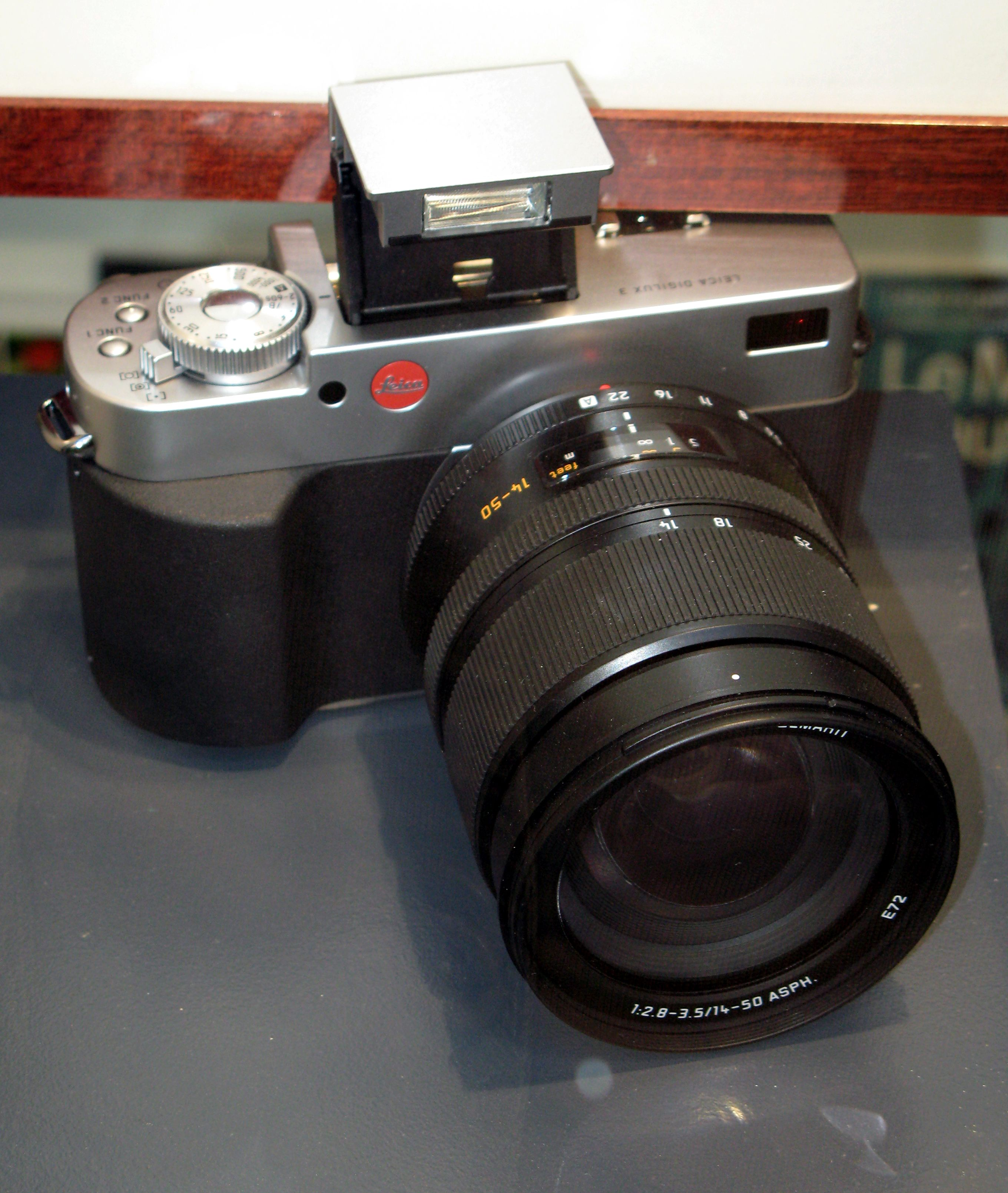
ライカ DIGILUX 3

Leica Digilux 3（ライカ デジルックス スリー）は、ドイツのライカがパナソニックと共同で開発を行った、パナソニック LUMIX DMC-L1のライカブランド版である。パナソニックが一眼レフ市場に進出するに当たり、フォーサーズ・システムを採用することにより、オリンパスとの共同作業が行われたが、同時にレンズ、画像エンジンに関しては、ライカとの共同作業を行うことによって完成した。
パナソニックとライカの共同作業は、LC5 / Digilux 1で始まり、LC1 / Digilux 2、そして今回初めてのレンズ交換式の一眼レフとしてDigilux 3が登場した。
基本的に、L1の外装を変更したモデルと言って良く、ブラック仕上げのL1に対して、シルバー仕上げとなっており、形状も若干異なる。細かいところでは、ボディーに張られたラバーのエンボスのパターンも若干異なり、手触りも違う。レンズキャップにもLEICAの文字が入っている。
日本語を含め6カ国語の言語が用意されていたり、モニターにもライカのエンブレムが出るなど、ファームウェアも別の物が使用されている。事実、英国の雑誌でのテストにて、パナソニック・ルミックスDMC-L1とは傾向は似ているものの、異なる描写が確認されている。
日本では500台限定販売で、正式な発売時期は不明である。